# Phoneutria nigriventer
Nhện chuối (Phoneutria nigriventer) là một loài nhện lang thang trong họ Ctenidae, là loài nhện độc nhất thế giới. Loài nhện này có nọc độc mạnh và rất hung hăng. Người ta còn gọi chúng là nhện chuối vì chúng đã được tìm thấy chủ yếu ở khu vực rất phát triển cây chuối. Nọc độc của loài nhện này gây ra tác dụng phụ như đau dữ dội, tê liệt cơ bắp hoặc khó thở. Thậm chí, có thể gây ra việc thiếu oxy dẫn tới tử mạng. Tuy nhiên, tỷ lệ tử vong cũng không quá cao, trong 7000 người bị loài nhện này cắn thì chỉ có 10 người bị thiệt mạng.

## Hình ảnh

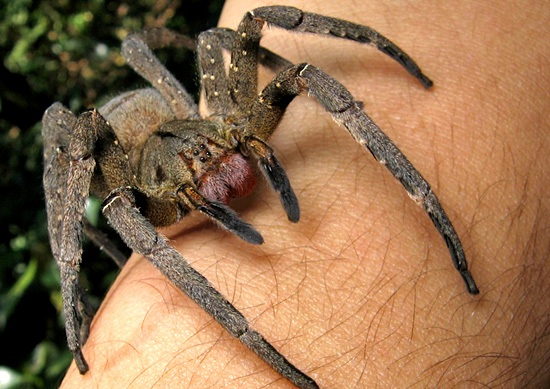